# Tetramesa aequata
Tetramesa aequata is een vliesvleugelig insect uit de familie Eurytomidae. De wetenschappelijke naam is voor het eerst geldig gepubliceerd in 1898 door Dalla Torre.